# Bruno Behr
Bruno Behr (* 13. Oktober 1891 in Bartenstein, Ostpreußen; † nach 1949) war ein deutscher Unternehmer. Er war Fabrikdirektor in der Firma Haus Neuerburg, die zu den führenden Unternehmen der Zigarettenindustrie mit Sitz in Köln gehörte.

## Leben
Er war der Sohn des Justizrats Behr aus Bartenstein. Nach dem Besuch des Humanistischen Gymnasiums schlug er ab 1909 eine Offizierslaufbahn ein, nahm am Ersten Weltkrieg teil und war Mitglied der deutschen Militärmission in der Türkei. Im Jahre 1919 nahm er seinen Abschied vom Militär und absolvierte eine einjährige Lehrzeit in Hamburg. 1922 übernahm er ein Exportgeschäft.
1925 trat Bruno Behr in die Zigarrenfabrik Haus Neuerburg ein, wo er zum Fabrikdirektor aufstieg. Außerdem wurde er Vorstandsmitglied mehreren Verbände und Aufsichtsräte.
Er war ansässig in Köln-Marienburg, Goltsteinstraße 193, und ließ sich eine Villa in den Lindenallee 84 errichtet. Später wurde er auch durch seine Kunstsammlung bekannt.

## Familie
Bruno Behr war seit 1923 verheiratet mit Helene geborene Wolta.